# Travail allemand
Der oder die Travail allemand (kurz TA; deutsch „Deutsche Arbeit“), auch „Travail antifasciste allemand“ oder „Travail Anti-Allemand“ genannt, war ein Sektor der Résistance, der nach dem deutschen Überfall auf die Sowjetunion im besiegten und teilweise besetzten Frankreich im Sommer 1941 geschaffen wurde. Unklar ist, ob die Initiative dazu von der 1924 gegründeten Organisation Main-d'Oeuvre immigrée (MOI) ausging oder eine Weisung vom Zentralkomitee (ZK) der Parti communiste français (PCF) vorlag. Die Leitung oblag einem Dreierkopf (Triangel), in welchem  seit Ende 1941 Franz Marek (KPÖ) für Propaganda, Otto Niebergall (KPD) für die politische Leitung und Artur London (tschechoslowakische KP) für Organisation zuständig waren. 1942/43 wurde sie Bestandteil der Nationalen Front Frankreichs.

## Umfeld in Frankreich um 1940
In den 1930er Jahren lebten ca. 30.000 Deutsche und deutschsprachige Emigranten in Frankreich. Unter Ihnen waren mehrere Tausend Freiwillige, die für die Spanische Republik gekämpft hatten, viele Künstler, viele Wissenschaftler, viele Juden und andere rassisch Verfolgte, viele bürgerliche Demokraten, Gewerkschafter und verfolgte Politiker.
Mit der Besetzung Frankreichs durch die Wehrmacht nach der Niederlage der Französischen Republik im Mai 1940, der der Sitzkrieg und der Westfeldzug vorausgegangen waren, waren diese Emigranten extrem bedroht. Viele versuchten zu flüchten, einige begingen auch Selbstmord, viele gingen in den Untergrund, versuchten zu überleben und begannen in unterschiedlichster Form den Widerstand gegen die Besatzungsmacht. In dieser Situation wurde die Travail allemand als spezielle Kampforganisation der Résistance gegründet, der insbesondere tausende deutschsprachige Untergrundkämpfer, aber auch Untergrundkämpfer aus praktisch allen Ländern Europas angehörten.

## Tätigkeit
Ziel der Arbeit der Travail allemand war es, in die faschistische Kriegsmaschine einzudringen und durch antifaschistische Aufklärung die faschistische Ideologie der Soldaten zu bekämpfen und für den Friedensgedanken in der deutschen Armee, den Dienst- und Verwaltungsorganen zu wirken.
Die Aktivitäten der TA gliederten sich überwiegend in folgende Bereiche: a) "Inter" = interregionale Instrukteure. Es gab etwa ein Dutzend Inter (davon zehn Österreicher), welche die Aufgabe hatten, in Verbindung mit der TA-Leitung (Paris) und den französischen Regionalleitern in strategisch wichtigen Regionen (vor allem in Nordfrankreich und an der Atlantikküste) die sogenannten „Eingebauten“ zu betreuen und mit illegalem Material zu versorgen. b) Die Eingebauten waren zumeist als Dolmetscher beschäftigt, entweder bei zivilen Dienststellen der deutschen Besatzungsmacht (z. B. "Organisation Todt") oder in Wehrmachtseinrichtungen, etwa bei Militärflugplätzen, Truppenübungsplätzen, Soldatenheimen usw.
Die wichtigsten Stützpunkte der österreichischen "Eingebauten" waren in Bordeaux, Lille und Boulogne-sur-Mer. Deutsche Widerstandskämpfer spielten hier nur eine sehr untergeordnete Rolle. Weiterhin waren die fast ausschließlich jüdischen Frauen, die in der sogenannten „Mädelarbeit“ eingesetzt wurden, ein integraler Bestandteil der TA. Sie traten als Elsässerinnen auf, um eine plausible Erklärung für die Kenntnisse der deutschen und französischen Sprache zu finden. Die Angehörigen der Mädelgruppe (zumeist zu zweit unterwegs) sprachen deutsche Wehrmachtssoldaten an, verwickelten diese in Gespräche und sondierten, ob sie für antifaschistische Propaganda zugänglich waren. Im positiven Fall übergaben sie ihnen Untergrundzeitungen, etwa den Soldat im Westen. Der Soldat im Westen wurde nach der Verhaftung des ersten Redakteurs (Hans Zipper, österreichischer Spanienkämpfer) bis 1944 fast ausschließlich von Franz Marek geschrieben und in der Wohnung einer österreichischen Widerstandskämpferin in Paris vervielfältigt. Er erschien zeitweilig in einer Auflage von 60.000 Exemplaren pro Ausgabe. Schließlich gehörte zur TA auch die Tätigkeit der sogenannten „Streugruppen“, die aus Sicherheitsgründen zumeist in Gruppen von drei bis vier Personen auftraten. Ihre Aktionen fanden teils heimlich, teils öffentlich statt. Eine besonders spektakuläre Variante bestand darin, tagsüber hunderte Flugblätter aus fahrenden Straßenbahnen zu werfen und blitzschnell abzuspringen.
Nach der Besetzung Südfrankreichs durch die Wehrmacht (November 1942) wurde in Lyon eine eigene TA-Leitung etabliert, die von den Österreichern Oskar Grossmann und Paul Kessler geführt wurde. Unter ihrer Ägide entstand die Untergrundzeitschrift Soldat am Mittelmeer.
Zwischen November 1943 und August 1944 wurde die TA durch die enge Zusammenarbeit zwischen der französischen Polizei, der Sicherheitspolizei (Paris, Lyon) und der Gestapo Wien zerschlagen. Einige Wiener Gestapo-Beamte waren bereits im November 1943 zeitweilig nach Paris beordert worden. Die Wiener Gestapo spielte deshalb eine wichtige Rolle, weil ab November 1942 eine Reihe österreichischer Widerstandskämpfer in Frankreich, ebenfalls als Elsässer getarnt, nach Österreich zurückgekehrt waren und Kurierverbindungen dieser Widerstandskämpfer zwischen Wien und Paris bzw. Lyon existierten.
Von den österreichischen TA-Aktivisten wurden fast hundert Personen verhaftet (laut Franz Marek). Von den Deutschen waren es elf.
Der territoriale Tätigkeitsbereich der TA erstreckte sich auch auf Belgien (vor allem Brüssel und Antwerpen), wo jedoch keine eigene Leitung existierte. Die Verbindungen zwischen Paris und Brüssel wurden von Mareks Lebensgefährtin Tilly Spiegel, später von dem österreichischen Spanienkämpfer Gustav Teply aufrechterhalten.
Das Komitee Freies Deutschland für den Westen war ab September 1943 aktiv. Es wurde von Otto Niebergall geleitet und übernahm etliche der zuvor von der Travail allemand durchgeführten Aktivitäten.

## Rezeptionsgeschichte
In der französischen Historiographie blieb die Beteiligung ausländischer Emigranten und Immigranten an der Résistance unterbelichtet. Jahrzehntelang erfüllte die Geschichtsschreibung der Résistance über parteipolitische Grenzen hinweg den volkspädagogischen Zweck, eine Kontinuität der nationalen politischen Kultur zu behaupten und mit dem Mythos eines massenhaften und geschlossenen Widerstands der Franzosen die Erinnerung an das Vichy-Regime zu verdrängen. Erst seit den 1980er-Jahren brach eine neue Generation französischer Historikerinnen und Historiker mit dem tradierten Bild der Résistance, indem sie den maßgeblichen Anteil von Migranten und Exilanten erforschten.
In der Bundesrepublik Deutschland blieb die Beschäftigung mit der Résistance peripher und der Aspekt der Beteiligung Deutscher an der Résistance wurde, so die Einschätzung Klaus-Michael Mallmanns, „absolut stiefmütterlich“ behandelt. In der frühen DDR waren viele der dort lebenden Résistants unter der Beschuldigung festgenommen worden, als Agenten Noel Fields dem US-Geheimdienst zugearbeitet zu haben. Im Zuge der Entstalinisierung entdeckte die DDR-Historiographie die Résistance als Thema, das sich für ihr Geschichtsbild instrumentalisieren ließ. Hinweise auf jüdische Herkunft wurden vermieden und „rassische“ Verfolgung als Motiv heruntergespielt. Das Engagement deutscher Emigranten in der Résistance wollte man vor allem in antifaschistischem bzw. kommunistischem Denken, proletarischem Internationalismus und wahrem Patriotismus begründet sehen. Eine Pionierrolle nahm hierbei die Résistance-Veteranin Edith Zorn ein. Heinz Kühnrich übernahm diese Perspektive 1965 in seine Darstellung des europäischen Partisanenkrieges. Mallmann weist zugleich darauf hin, dass die von Dora Schaul 1973 herausgegebene Band Résistance mit „Erinnerungen deutscher Antifaschisten“ und die darauf folgenden Jahr erschienene Studie An der Seite der Résistance von Karlheinz Pech trotz aller Parteilichkeit, Vereinfachung und Unterschlagung von Fakten durch ihren Materialreichtum bei diesem Thema unverzichtbar geblieben seien.
Andrea Hurton merkt an, dass in der deutschsprachigen, größtenteils noch aus der DDR stammenden Literatur der österreichische Beitrag zur Résistance meist gänzlich unterschlagen, bzw. von den DDR-Historikern vereinnahmt werde. So würden die wichtigsten deutschsprachigen Zeitungen im Untergrund (Soldat im Westen und Soldat am Mittelmeer) für die KPD reklamiert, während fast alle ihrer Redakteure, in Frankreich etwa Hans Zipper, Franz Marek und Oskar Grossmann, österreichische Widerstandskämpfer gewesen seien. Auch würden die politischen Ausgangsbedingungen in der Periode des Hitler-Stalin-Paktes verzerrt, wenn suggeriert oder behauptet werde, der organisierte kommunistische Widerstand gegen die deutsche Besatzungsmacht habe bereits im Sommer 1940 begonnen.

## Filme
- Frankreichs fremde Patrioten – Deutsche in der Résistance. Regie: Wolfgang Schoen, Frank Gutermuth, Deutschland 2006, 53 min.
- Du travail allemand au travail de memoire – Gerhard Leo, ein Deutscher in der Résistance, Bodo Kaiser, Deutschland 2003, 60 min.